# Ottersum

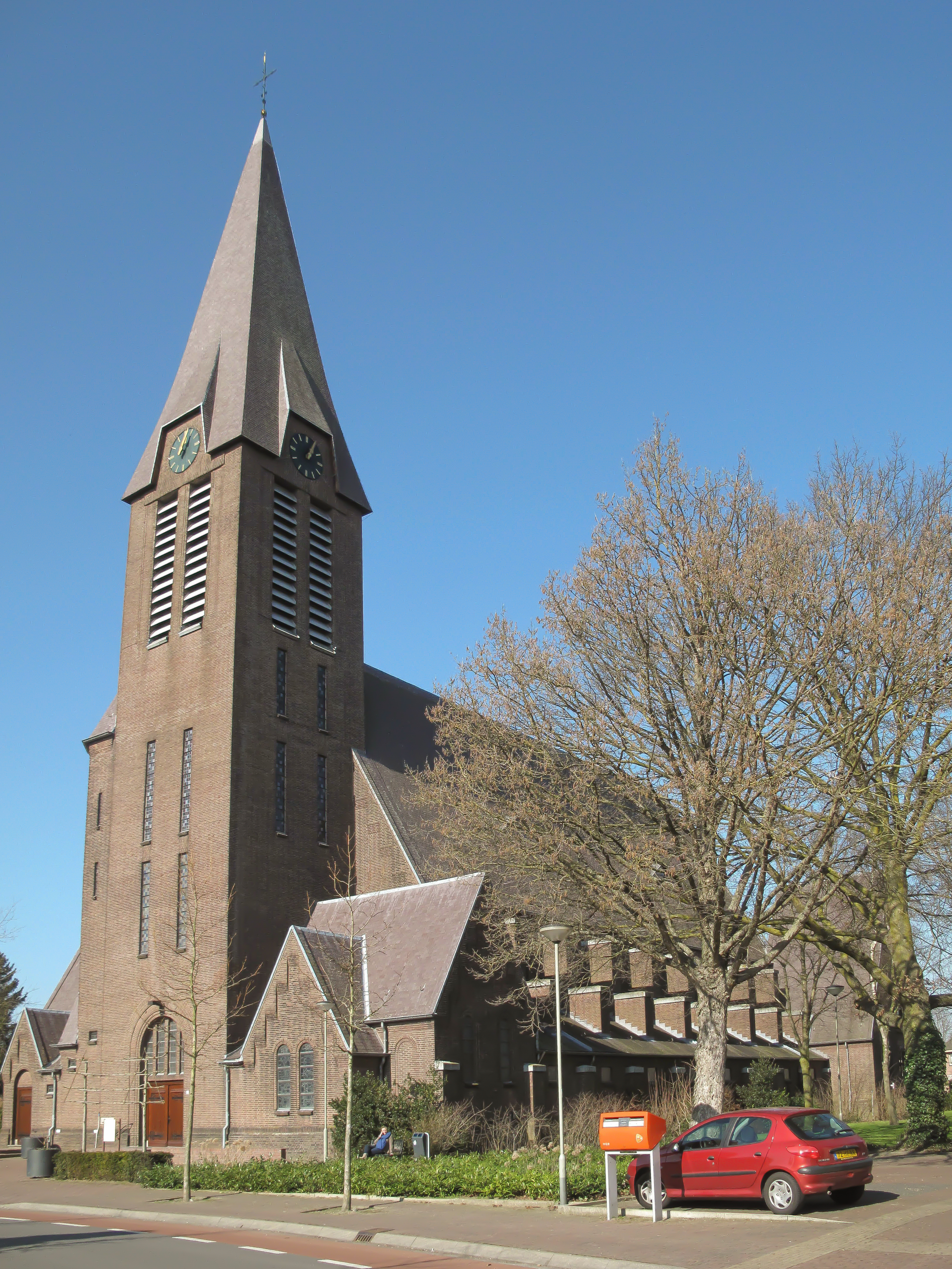
Ottersum, église: de Johannes de Doperkerk

Ottersum est un village situé dans la commune néerlandaise de Gennep, dans la province du Limbourg. Le 1er janvier 2008, le village comptait 2 472 habitants.

## Historique
Ottersum était une commune indépendante jusqu'au 1er janvier 1973, date de son rattachement à Gennep.

## Culture
- Le centre culturel « Roepaen Podium » dans l'ancienne église de la ville.